# Station Badalona
Badalona is een station van Rodalies Barcelona. Het is gelegen in de gemeente Badalona.
Het station en tevens het spoor grenst aan het strand. Het station is gelegen op lijn 1, of ook wel de Maresme-lijn genoemd.

## Lijnen
| Eindbestemming                          | Vorig station       | Lijn | Volgend station | Eindbestemming          |
| --------------------------------------- | ------------------- | ---- | --------------- | ----------------------- |
| Molins de Rei L'Hospitalet de Llobregat | Sant Adrià de Besos |      | Montgat         | Mataró Maçanet-Massanes |